# 苧阪良二
苧阪 良二（おさか りょうじ、1918年〈大正7年〉6月28日 - 2018年〈平成30年〉8月12日）は、日本の心理学者。京都大学名誉教授、名古屋大学名誉教授。視空間構造の成立に係わる心理学的研究、眼球運動計測に関する研究などで知られる。長男は苧阪直行、長男の妻は苧阪満里子。

## 経歴
京都市左京区吉田に生まれる。旧制京都府立京都第一中学校、旧制第三高等学校理科甲類を経て、1943年（昭和18年）9月に東京帝国大学文学部心理学科を卒業（卒業論文は「視空間の異方向性 - 月の錯視について」）後、海軍予備学生として応召され海軍兵学校舞鶴分校教官として電測術および心理学を担当する。終戦後、復員し1945年（昭和20年）11月より京都帝国大学大学院文学研究科部哲学専攻にて学ぶ。大学院修了後の1949年（昭和24年）同志社大学教養部助教授、翌年4月には京都大学文学部助手となる。のち京都大学教育学部助教授、教授を歴任し、その間の1956年（昭和31年）には文部省の在外研究員としてイギリスのレディング大学へ赴任する。1961年 (昭和36年) 「天体錯視の研究」で東京大学文学博士。そののち京都大学教育学部視聴覚教育講座初代主任教授、名古屋大学環境医学研究所航空心理学講座初代主任教授を歴任し、1982年（昭和57年）に定年退官を迎えたのち愛知学院大学文学部教授に就任した。京都大学・名古屋大学名誉教授。1991年（平成3年）勲三等旭日中綬章受章。2018年（平成30年）8月12日、心不全で京都市内の病院にて逝去。100歳。
日本心理学会では評議員や機関誌「心理学研究」の編集委員を務めた。また、名古屋大学異動後は日本宇宙航空環境医学心理学会の 評議員および学会理事を務めた。ほか、日本基礎心理学会、日本生理心理学会に参加。日本生理心理学会では設立委員として参画した。1994年（平成6年）日本心理学会名誉会員。

## 著作

### 単著
- 『社会的関係の心理学』長野県岡谷・同恒社 (1950)
- 『地平の月はなぜ大きいか - 心理学的空間論』講談社 (1985)

### 共著
- 小川隆ほかと共著『知覚の心理 - 環境の認知』金子書房 (1952)

### 編著
- 編著『感覚 (講座心理学3)』東京大学出版会 (1969)
- 編著『実験II (心理学研究法3)』東京大学出版会 (1973)
- 大山正と共編『実験III (心理学研究法4)』東京大学出版会 (1973)
- 続有恒と共編『観察 (心理学研究法10)』東京大学出版会 (1974)
- 編著『環境音楽 - 快適な生活空間を創る』大日本図書（新訂版 1992）
- 中溝幸夫ほかと共編『眼球運動の実験心理学』名古屋大学出版会 (1993)

## 論文
- 「視空間の異方性 - 月の錯視について」『心理』第1巻 1冊 (1947)
- 「場の理論 - 物理学における場の理論の形成」『心理』第1巻 5冊 (1949)
- 「心理学における刺激分割の問題」『立命館文学』第136号 (1956)
- 「天体錯視の研究とその動向」『心理学評論』第10巻 2号 (1967)
- 「Psychoinstrumation の展望」『心理学評論』第13巻 2号 (1970)
- 「眼球運動と形態知覚」大山正編『講座心理学4. 知覚』東京大学出版会 (1970)
- 「生理学的心理学の展開、および生理心理学の分類」今村護郎編『講座心理学14. 生理学的心理学』東京大学出版会 (1970)
- "Functional classificationn of visual behavior by Chinese characters", Psychologia, Vol.19 (1976)
- "Deveropmental aspects of saccadic eye movement", Annual Report of Institution of Environmental Medcine, Nagoya University, Vol.22 (1967)
- "Stability of visual space", Psychologia, Vol.21 (1978)
- 「智能の進化」『講座現代の心理学4. 知能と創造性』小学館 (1981)
- 「空間の認知」鳥居修晃編『現代基礎心理学3. 知覚II』東京大学出版会 (1982)
- 「低圧環境下における精神機能」『名古屋大学環境医学研究年報』27 - 28 (1986 - 1987)
- "Instability of ocular control during mental tasks", Annual Report of Institution of Environmental Medecine, Nagoya University, Vol.25 (1980)
- 「空間認知」『講座現代基礎心理学3. 知覚』東京大学出版会 (1982)
- 「視空間構造論 (1) - (11)」『愛知学院大学文学部紀要』13 (1983) - 23 (1994)
- 苧阪良二「わが国初期の心理学実験室」『心理学評論』第30巻第4号、心理学評論刊行会、1987年、473-493頁、doi:10.24602/sjpr.30.4_473、ISSN 0386-1058、NAID 130007682569。
- 古賀一男, 間野忠明, 毛利衛, 木田光郎, 太田芳博, 辻敬一郎, 後藤倬男, 苧阪良二「実験結果の概要 宇宙空間における視覚安定性の研究」『日本航空宇宙学会誌』第42巻第489号、日本航空宇宙学会、1994年、629-632頁、doi:10.2322/jjsass1969.42.629、ISSN 0021-4663、NAID 130003959043。
- 「月の錯視」『心理学基礎論文集 - 昭和記念集』新曜社 (1995)
- 苧阪良二「明治から昭和初期にいたる実験心理学の形成過程:――元良勇次郎と松本亦太郎を中心として――」『心理学評論』第41巻第3号、心理学評論刊行会、1998年、333-358頁、doi:10.24602/sjpr.41.3_333、ISSN 0386-1058、NAID 130007636179。
- 苧阪良二「心理学における歴史的実験機器について:――京都大学の場合――」『心理学評論』第43巻第1号、心理学評論刊行会、2000年、125-140頁、doi:10.24602/sjpr.43.1_125、ISSN 0386-1058、NAID 130007631116。